# Ela Bhatt
Pour les articles homonymes, voir Bhatt (homonymie).
Ela Ramesh Bhatt (en hindi : इला भट्ट), née le 7 septembre 1933 dans la ville d'Ahmedabad (État du Gujarat, Inde britannique) et morte le 2 novembre 2022, est une avocate et militante indienne. 
Elle est une des instigatrices de la micro-finance en Inde et la fondatrice de la SEWA (Self-Employed Women's Association, « association des auto-entrepreneuses »). Elle a reçu de nombreuses distinctions pour l'ensemble de son œuvre auprès des plus démunis.

## Biographie
Née dans une famille de brahmanes goudjaratis privilégiés, l'enfance d'Ela Bhatt se passe dans la ville de Surate où son père, Sumantrai Bhatt, a un cabinet d'avocat prospère. Sa mère, Vanalila Vyas, est active dans le mouvement des femmes. Ela entre au Sir Shah LA Law College à Ahmedabad. En 1954, elle obtient son diplôme en droit et une médaille d'or pour son travail sur la loi hindoue. Elle commence à travailler comme avocate au bénéfice du syndicat d'une entreprise textile.
En 1956, Ela Bhatt épouse Ramesh Bhatt (aujourd'hui décédé), mari qu'elle a choisi.
Ahmedabad devient le lieu de naissance du mouvement SEWA, pionnier de la microfinance, mais surtout mouvement atypique à la fois syndicat, coopérative et banque pour des centaines de milliers de femmes. Pourtant en 1972, la municipalité s'étonne lorsque Ela Bahatt fait part de sa volonté de créer un syndicat de femmes travailleuses : « Mais pourquoi vouloir créer un syndicat, si vous n'avez pas de patron contre lequel manifester ? » Pour Ela Bath : « Un syndicat ne sert pas qu'à faire de l'agitation ou à s'opposer. Un syndicat, c'est aussi... pour la solidarité ». Cette attitude ne l'empêche pas de fonder l’Association des Femmes travailleuses indépendantes en Inde (Self-Employed Women’s Association, SEWA). Ce syndicat au profit des plus pauvres a désormais 1 million de membres.
En 1974, lors de la création de Banque coopérative de SEWA, 4 000 femmes versent alors 20 roupies (1 euro) pour constituer le premier capital. En 1979, elle fonde la Women's World Banking avec Esther Afua Ocloo et Michaela Walsh, organisme dont elle assure la présidence de 1980 à 1998.
Dès 1981, elle se spécialise dans la défense des femmes, en particulier celles gagnant leur vie dans le secteur informel (ramasseuses de chiffons, vendeuses de légumes, porteuses d'eau, tireuses de charrettes...), et qui, à ce titre, ne bénéficiaient d'aucun droit ni protection légale.
De 1986 à 1989, Ela Bhatt siège à l’Assemblée des États et préside la commission nationale des femmes indépendantes. De 1989 à 1991, elle est membre de la Commission du Plan.
Jusqu'en 2005, elle est présidente du Comité directeur WIEGO, un réseau mondial de recherches politiques qui vise à améliorer la situation des travailleurs pauvres, surtout celle des femmes dans l'économie informelle.

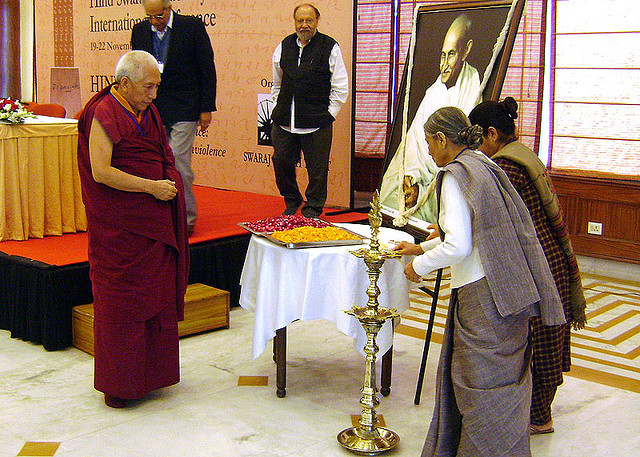
Ela Bhatt inaugure la conférence commémorative du centenaire de Hind Swaraj (Leur civilisation et notre délivrance) de Gandhi à Suraj Kund, Delhi, le 19 novembre 2009. Le professeur Samdhong Rinpoché (président), le Dr Niru Vora (organisateur), Son Excellence Shri BP Singh et le professeur Ashis Nandy sont à ses côtés.

Malgré son statut aisé, Ela Bhatt vit modestement à Ahmedabad avec sa famille, dans un petit bungalow exigu et spartiate. Son lit lui sert en même temps de fauteuil de bureau. Elle est présidente de la Banque coopérative de SEWA, de HomeNet, et de l'Alliance internationale des vendeurs de rue. Elle est également administratrice de la Fondation Rockefeller.
Elle fait partie du groupe des Global Elders (anglais signifiant les anciens, ou sages, universels), créé par Nelson Mandela afin de promouvoir la paix et les droits humains dans le monde.

## Distinctions
- Prix Ramon Magsaysay pour le leadership communautaire (1977)
- Prix Nobel alternatif (1984), « pour la recherche du bien-être (assistance sociale) et le respect des travailleuses à domicile. »
- Padma Shri par le gouvernement de l'Inde (1985)
- Padma Bhushan par le gouvernement de l'Inde (1986)
- Docteur honoris causa en lettres humaines de l'université Harvard (juin 2001)[6].
- 27e prix Niwano pour la paix en reconnaissance de sa contribution pendant plus de 30 ans à l'amélioration de la qualité de vie des femmes travailleuses les plus pauvres et les plus opprimées de son pays (2010)
- Docteur honoris causa de l'université libre de Bruxelles (2012)
- Prix des quatre libertés de Roosevelt (2012)

## Citation
« Les femmes, en s'organisant entre elles, ont abandonné l'acceptation passive de toutes les injustices ; elles ont le courage de se lever et de se battre, la capacité de penser, d'agir, de réagir et de gérer. L'autonomie est ce qu'elles veulent en définitive. Il n'y a pas de développement sans autonomie. Mais il n'y a pas de route vers l'autosuffisance, sans organisation. »

## Œuvre
- (en) Ela Bhatt, We Are Poor but So Many : The Story of Self-Employed Women in India, Oxford, Oxford University Press, 2006 (ISBN 978-0-19-568279-3, OCLC 493597791).

### Autres sources

#### Sites en français
- (fr) Rajni Bakshi, « Entretien avec Ela Bhatt, », in : Revue en ligne de, sur base.d-p-h.info, D.P.H., 2008 (consulté le 13 mars 2010)
- (fr) Somini Sengupta, « Voir les femmes en grand », in : Revue en ligne de, sur courrierinternational.com, Courrier International, 2009 (consulté le 13 mars 2010)
- (fr) Tadashi Takatani, « Ela Ramesh Bhatt, de l'Inde, est récipiendaire du 27e Prix Niwano pour la paix », in : Niwano Peace Foundation, sur fr.finance.yahoo.com, Persée, 2010 (consulté le 25 février 2010)